# Łopatki (województwo łódzkie)
Łopatki – wieś w Polsce położona w województwie łódzkim, w powiecie łaskim, w gminie Łask. Położona w odległości ok. 4 km na południe od Łasku, przy drodze wojewódzkiej nr 481.
W latach 1975–1998 miejscowość administracyjnie należała do województwa sieradzkiego.

## Historia
Wieś ppojawia się w źródłach pisanych w 1366 roku i zawsze była własnością prywatną. Było to gniazdo rodowe Korabitów Łopateckich. W latach 30.-40. XVI wieku własność Łaskich. Od 2 połowy XVI w. posiadali Łopatki Poraici Bużeńscy (Burzeńscy), następni właściciele to Gomolińscy, Chabielscy, do 1875 roku Przeradzcy h. Jasieńczyk, a od 1876 roku – Pruscy.
W Łopatkach urodził się Aleksander Dakowski (1914–2001), kapitan łączności Wojska Polskiego, kawaler Orderu Virtuti Militari.

## Dwór renesansowy w Łopatkach
Od XV wieku majątek w Łopatkach należał do rodu Łaskich. W początku XVI wieku zapewne wojewoda sieradzki Jarosław Łaski (zm. 1521) zainicjował tu budowę dwukondygnacyjnego renesansowego dworu obronnego z cegły, krytego czterospadowym dachem. Być może też fundatorami mogli być bracia stryjeczni Marcin i Wojciech Łaski w latach 30.-40. XVI wieku. Obiekt ten, być może wzniesiony przez mistrza Benedykta z Sandomierza, bądź przez któregoś z jego uczniów, miał charakter wieży mieszkalnej, wzorowanej na wieży Zygmunta Starego w Piotrkowie. W 2 połowie XVI wieku dwór przeszedł w ręce rodu Bużeńskich. Około 1563 roku dwór wieżowy został przebudowany. 
Nad wejściem do kondygnacji mieszkalnej ocalała – wtórnie tutaj umieszczona – tablica herbowa Hieronima Bużeńskiego (1513-1580), żupnika krakowskiego, z inskrypcją w języku łacińskim z fragmentem psalmu, 

SIMBOLV GD*HYERONIMI BVZE

SKI * ZYPPAR II CRACCOVIEN *

   BRZEZNICEŃ KRZECZOVIEŃ

         CAPITI * EC*

DOMINUS PROTECTOR MEVS NON TIMEBO

   QUID FACIAT MICHI HOMO

co w języku polskim oznacza:

Herb J.W. Hieronima Bużeńskiego, 

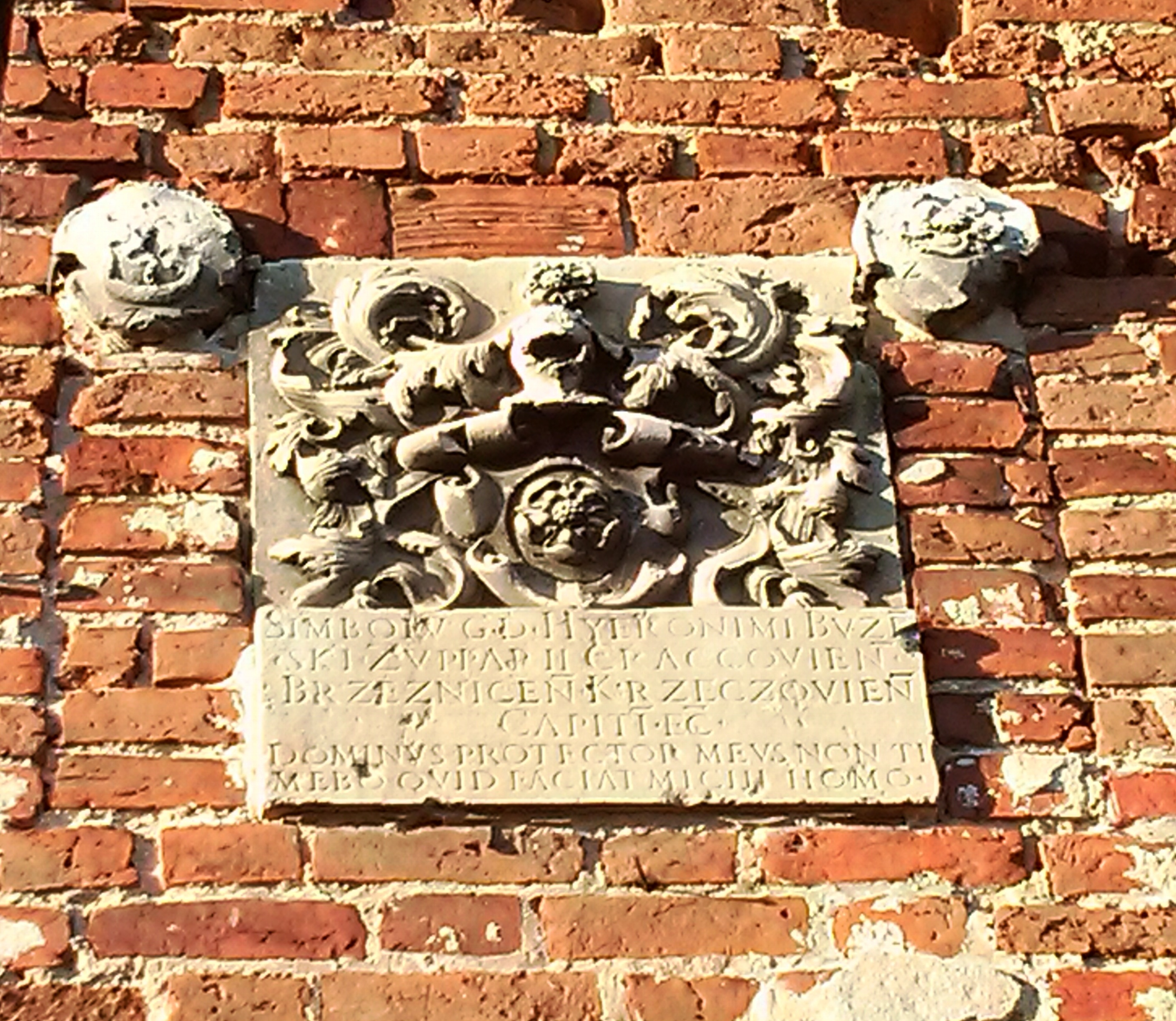
Łopatki, dwór obronny, tablica

żupnika krakowskiego, starosty brzeźnickiego, krzeczowskiego.

Pan opiekunem moim, nie będę się lękał, cokolwiek by uczynił ze mną człowiek

Nad napisem znajduje się stylizowany kartusz herbowy, na nim herb Poraj przedstawiający pięciolistną różę. Ponad tarczą umieszczono hełm ze spływającymi po bokach labrami i liśćmi akantu. Naroża tablicy spięte są symbolami herbowymi: pięciolistną różą Poraitów oraz herbem Korab. W XVII wieku właścicielami dworu byli Gomolińscy, a następnie Bykowscy, którzy około XVIII wieku sprzedali majątek Chabielskim. Przypuszczalnie w XVIII wieku zburzono drugie piętro wieży. W 1876 roku dwór kupił Kazimierz Korzel Pruski. W dniu 24 lipca 1967 roku dwór wieżowy wpisano do rejestru zabytków pod numerem 60. i objęto prawną ochroną. W 1983 roku wymieniono konstrukcję dachu i przełożono dachówkę, a ponownie dach wyremontowano w 2011 roku.
Nad piwnicami znajdują się trzy komnaty, z której jedna pełniła dawniej funkcję kaplicy. W nieistniejącym dziś piętrze znajdowała się jedna sala, która zajmowała całą kondygnację. We wnętrzach zachowały się dekoracyjne żebrowane sklepienia i ślady kominka. Zachowały się też słabo widoczne polichromie. Do sali na parterze prowadzą wartościowe żelazne, kute drzwi.  Drugie przeniesione zostały do skansenu w Sieradzu. Obecnie dwór użytkowany jest jako pomieszczenie gospodarcze.